# Soufflante
 (mai 2013).
Si vous disposez d'ouvrages ou d'articles de référence ou si vous connaissez des sites web de qualité traitant du thème abordé ici, merci de compléter l'article en donnant les références utiles à sa vérifiabilité et en les liant à la section « Notes et références ».

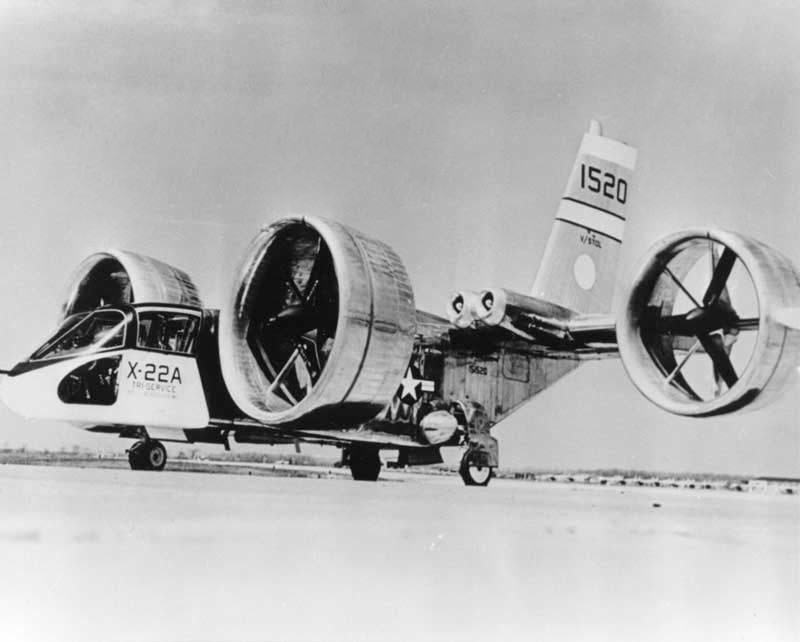
Bell X-22 sur le tarmac.

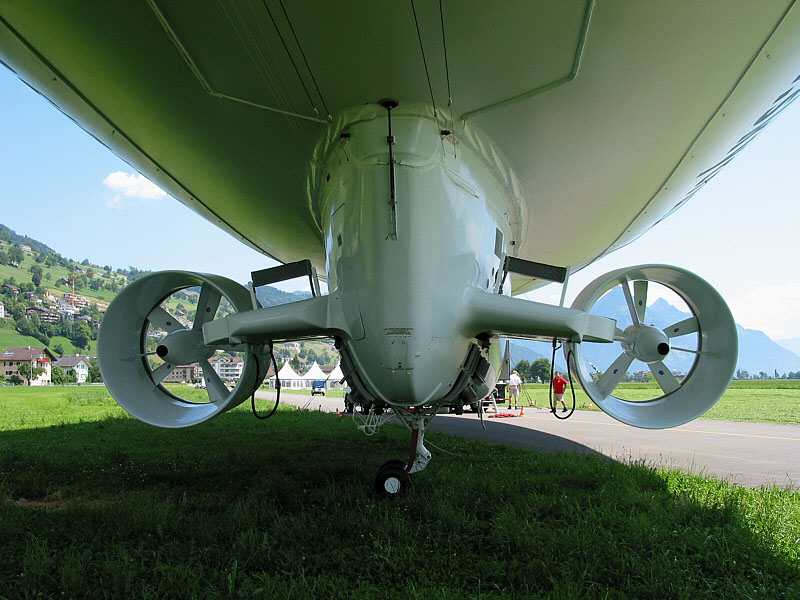
Soufflantes utilisées sous un dirigeable.

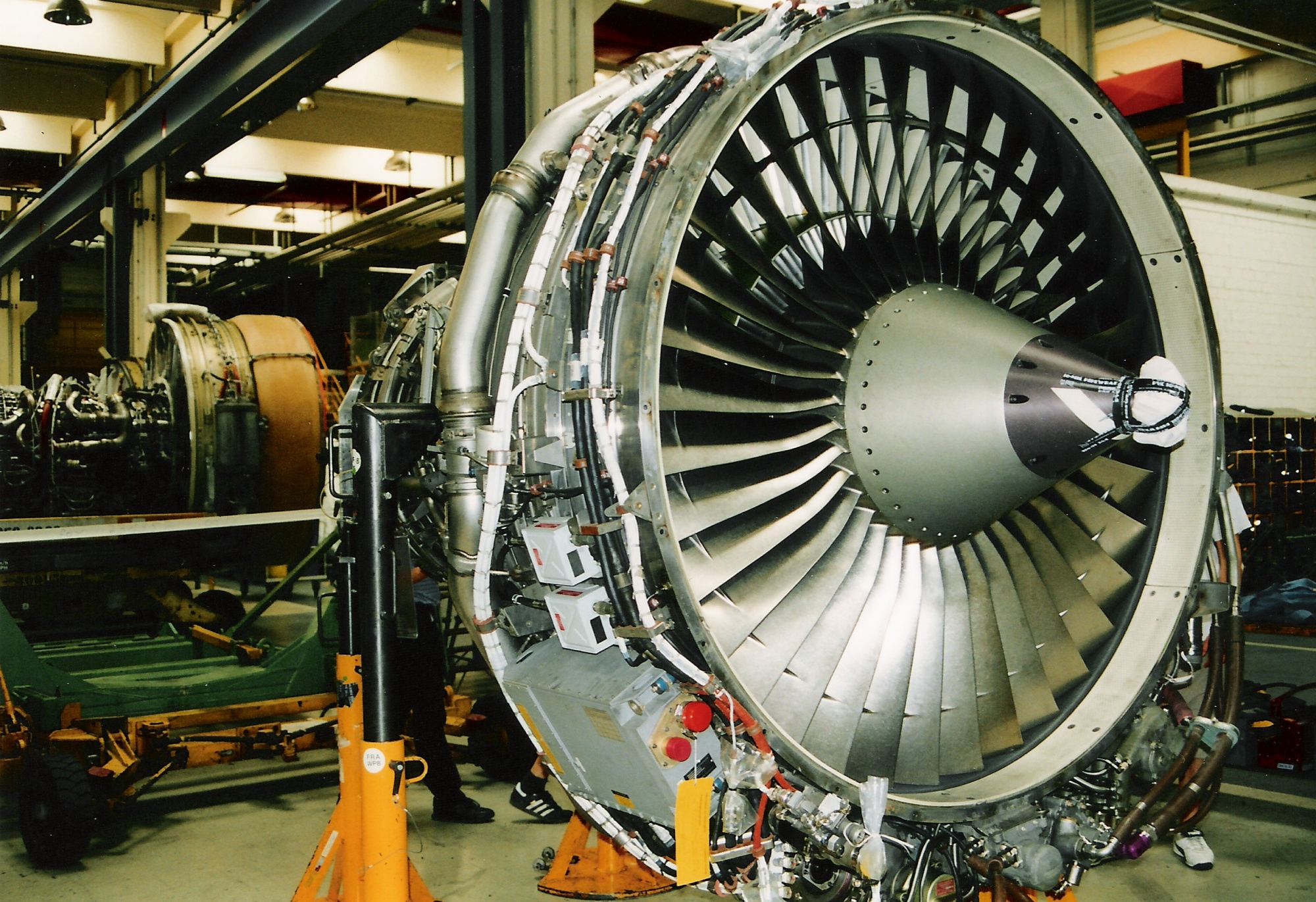
La soufflante d'un CFM56.

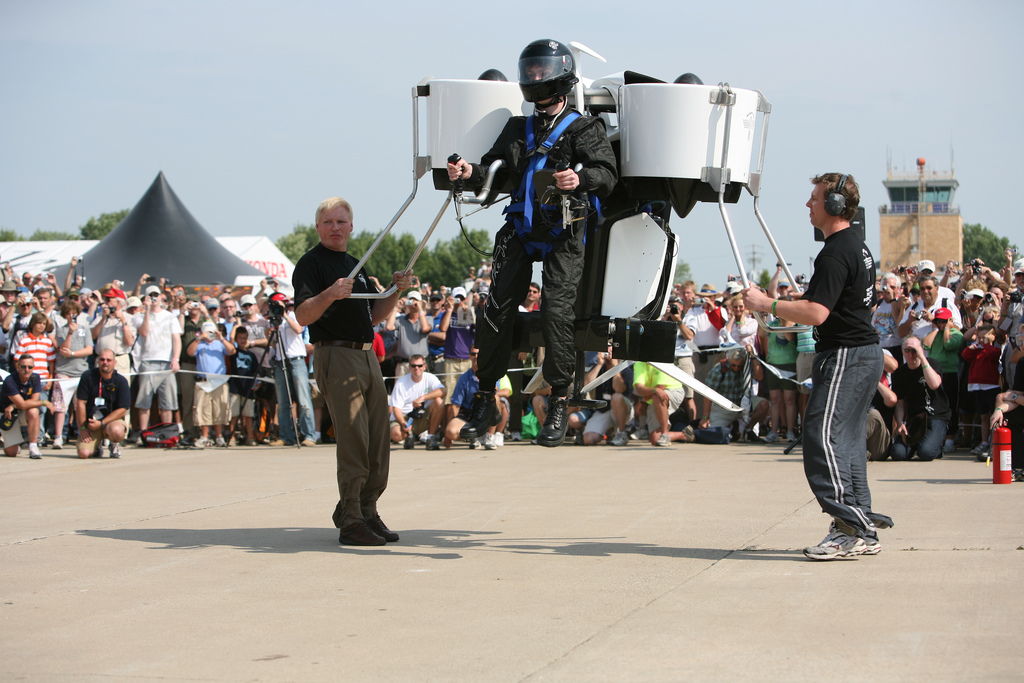
Le Martin Jetpack, véhicule individuel propulsé par une soufflante.

Une soufflante est un propulseur à hélice (généralement caréné) qui pulse de l'air (un équivalent subaquatique existe où l'hélice pulse alors de l'eau).
C'est un élément constitutif d'un turboréacteur à double flux. C'est elle que voit un observateur placé devant le moteur. Elle est alors constituée de pales et d'aubes.

## Description
Sur un turboréacteur la soufflante est située en avant du compresseur, elle est entraînée par la turbine et brasse l'air ambiant pour le diriger vers l'arrière et créer de la poussée. Cette masse d'air est partiellement absorbée par le compresseur, le reste formant un écoulement d'air froid cylindrique enveloppant le moteur et permettant de réduire le bruit,. 
Le rapport entre le volume d’air arrivant en soufflante et celui étant traité par la turbine basse pression (notée « BP ») correspond au taux de dilution du réacteur, qui en détermine en partie le rendement propulsif. Généralement, plus le taux de dilution est élevé, plus le rendement est important. Contrairement à l’aéronautique civile, où de hauts rendements sont privilégiés, dans l’industrie militaire, ce rendement tend à être faible et les moteurs plus puissants.
Dans l'objectif de réduire l’empreinte environnementale, le développement de la soufflante non carénée pourrait s'accompagner de réductions de consommation de carburant atteignant 20 % .

### Effets
Cette masse d’air froid enveloppant le moteur a plusieurs effets :
- comprimer l'air entrant[8] ;
- simplifier le refroidissement des pièces du compresseur[8] ;
- augmenter la poussée globale du turboréacteur ;
- réduire le bruit global du moteur[3] ;
- améliorer l'efficacité globale et le rendement du réacteur[5].

### Inconvénient
Du fait de la taille de la soufflante, la vitesse en bout de pale risque de s'approcher du mur du son, ce qui ne doit pas arriver en raison du risque de destruction des pales et de l'ensemble du réacteur. La vitesse de rotation doit donc être adaptée, ce qui fait peser des contraintes supplémentaires sur la turbine dans son ensemble. Parmi ces adaptations figure l'installation de plusieurs arbres concentriques tournant à des vitesses différentes, ou la mise en place d'un réducteur entre l'arbre et la soufflante,. Le moteur est donc plus complexe.
En outre, le réacteur devient plus encombrant, il a besoin de plus d'espace entre l'aile et le sol, et l'avion lui-même doit être adapté. Ainsi, les moteurs CFM International LEAP du Boeing 737 MAX ayant un taux de dilution plus élevé et une nacelle de plus grand diamètre que sur les précédents modèles de Boeing 737, les nacelles moteurs ont été placées plus haut et plus en avant par rapport à l'aile,. 